# Viborg Amt (vor 1970)

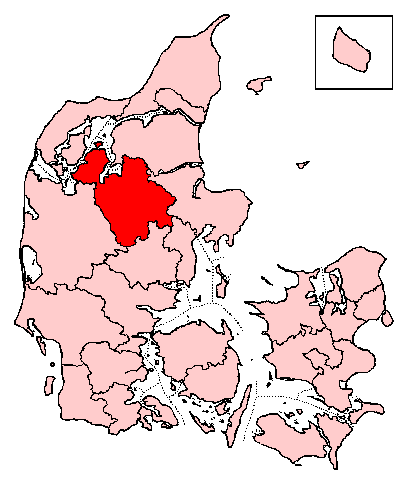
Lage des Viborg Amt in Dänemark

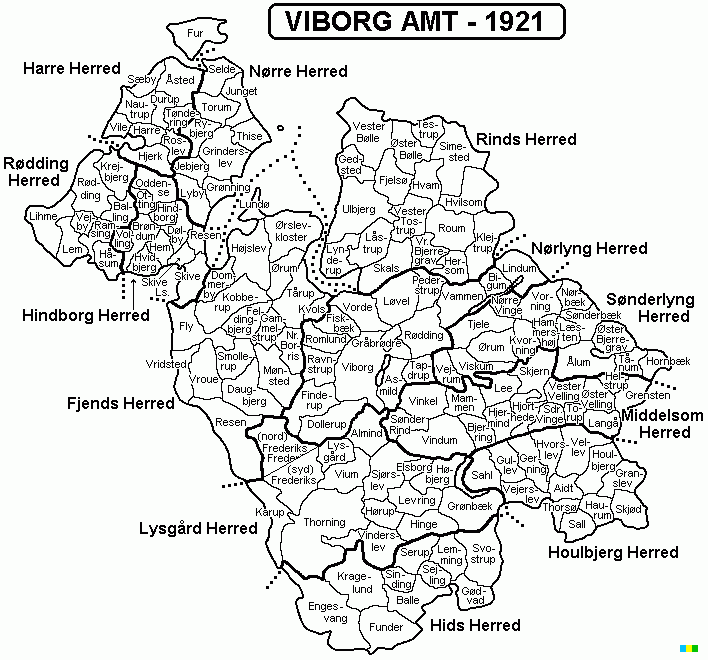
Viborg Amt

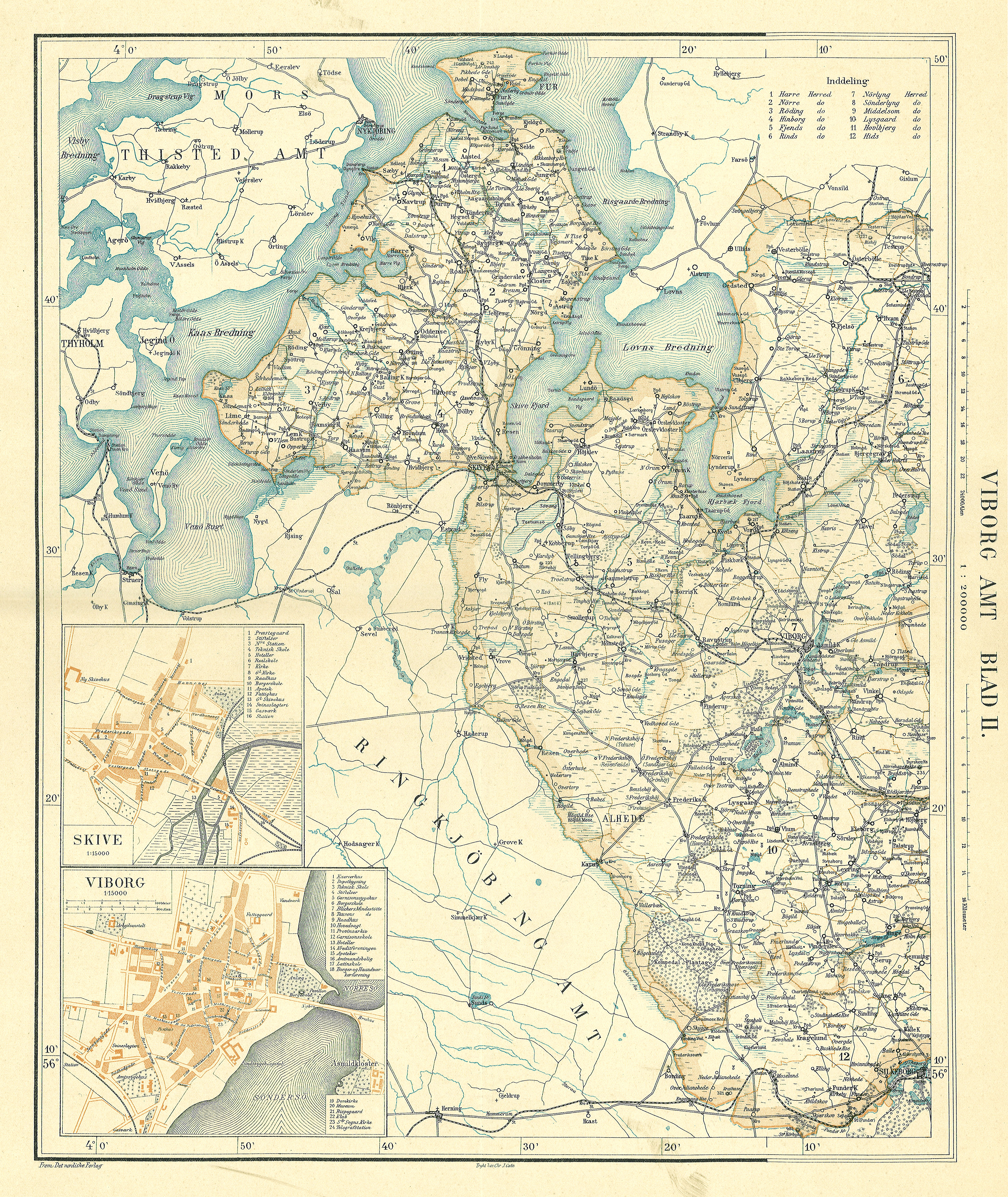
Der nordwestliche Teil des Viborg Amt ca. 1900

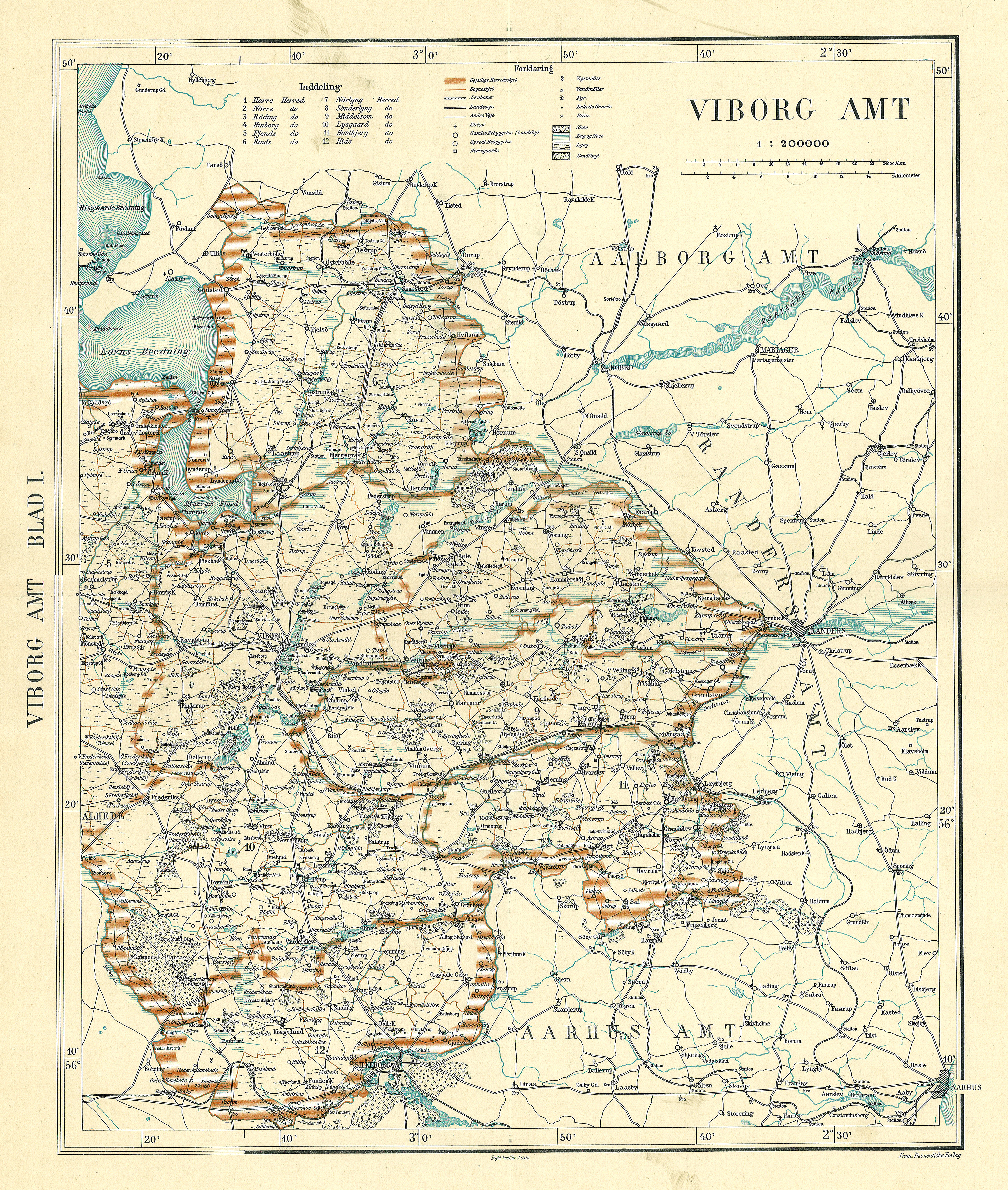
Der südöstliche Teil des Viborg Amt ca. 1900

Viborg Amt (benannt nach der Stadt Viborg) war bis zur dänischen Kommunalreform zum 1. April 1970 eines der damaligen Ämter in Dänemark.
Viborg Amt bestand aus zwölf Harden (dän.: Herred):
- Fjends
- Harre
- Hids
- Hindborg
- Houlbjerg
- Lysgård
- Middelsom
- Nørlyng
- Nørre
- Rinds
- Rødding
- Sønderlyng

Mit der Kommunalreform 1970 wurde Viborg Amt zwischen Ringkjøbing Amt, dem „neuen“ Viborg Amt und Århus Amt aufgeteilt.
Das Kirchspiel Engesvang Sogn wurde der Kommune Ikast im Ringkjøbing Amt zugeschlagen.
Einige südliche und westliche Kirchspiele wurden an die folgenden sechs Kommunen im Århus Amt abgegeben:
- Gjern
- Hammel
- Langå
- Purhus
- Randers
- Silkeborg

Aus dem größten Teil des Amtsgebietes wurden die folgenden dreizehn Kommunen im „neuen“ Viborg Amt gebildet:
- Bjerringbro
- Fjends
- Hvorslev
- Karup
- Kjellerup
- Møldrup
- Sallingsund
- Skive
- Spøttrup
- Sundsøre
- Tjele
- Viborg
- Aalestrup

Außerdem wurden die Kirchspiele Estvad und Rønbjerg aus der Harde Ginding Herred im Ringkøbing Amt der Skive Kommune im „neuen“ Viborg Amt zugeschlagen.
Thisted Amt ging fast vollständig im „neuen“ Viborg Amt auf. Lediglich sieben Kirchspiele des Vester Van Herred im äußersten Nordosten des Amtes wurden dem Nordjyllands Amt und fünf Kirchspiele des Refs Herred im Süden von Thisted Amt wurden Ringkjøbing Amt zugeschlagen.